# R5
R5 er et amerikansk alternativt rock- og poprock-band. Bandet blev dannet i Los Angeles, Californien, i 2009, og består af Ross Lynch (vokal, rytme guitar), Riker Lynch (bas, vokal), Rocky Lynch (guitar, vokal), Rydel Lynch (keyboard, vokal) og Ellington Ratliff (trommer, vokal). I marts 2010 udgav de selv en EP, Ready Set Rock .
I april 2012 annoncerede bandet via deres hjemmeside, at de havde skrevet under på en pladekontrakt med Hollywood Records. R5 anden EP, Loud, blev udgivet den 19. februar 2013, og der var titel sangen Loud blandt andet med på. Bandets første fuldlængde album, Louder, blev udgivet den 24. september 2013, og albummet indeholder ikke kun de fire sange fra Loud, men også syv nye sange. Den første single fra Louder "Pass Me By ", blev udgivet på iTunes den 20. august 2013. Musikvideoen blev den 29. august 2013 lagt ud på bandets Vevo kanal. Den anden single, (I Can't) Forget About You, blev udgivet den 25. december 2013.

## Historie

### 2009-2011: Dannelse ogReady Set Rock
R5 består af en gruppe af søskende, der er født og opvokset i Littleton, Colorado – brødrene Riker Lynch, Rocky Lynch, Ross Lynch, søsteren Rydel Lynch og en anden bror, som ikke er i bandet, Ryland Lynch. Da de boede i Colorado, gik de fire Lynch-søskende på et show academy, hvor de lærte at danse. I 2007 besluttede Riker (den ældste bror), på 16 år, at han ville flytte til LA for at forfølge drømmen om at blive skuespiller, og derfor besluttede deres forældre, Stormie og Mark Lynch, at flytte hele familien til LA, så de kunne blive sammen. Kort tid efter de flyttede, fik den næstældste bror, Rocky, en guitar, og lærte hurtigt at spille på den, og lærte så Ross og Riker at spille. Mulighed efter mulighed opstod, og de søskende begyndte deres karrierer med at lave reklamer. Fire af brødrene var medlemmer af danseholdet, Rage Boyz Crew på TV-showet "So You Think You Can Dance" i 2009. I oktober 2008 mødte familien Ellington Ratliff på et dansestudie i Californien, hvor han også var en medlem af ovennævnte dansegruppe. Ratliff kom med i bandet på trommer og Rydel på klaver/keyboard (hun havde taget lektioner tidligere), og R5 blev oprettet.
I midten af 2009 begyndte R5 til at gøre en YouTube-web-serie kaldet R5 TV til "vise deres fans, hvordan de er" på Rikers YouTube kanal(som de derefter skiftede til en ny kanal februar 2012). Dette har vist sig at være meget vellykket markedsføring for bandet med over 4 millioner visninger til dato. [2] Gennem midten til slutningen af 2012 R5 indspillede deres debut Loud , der blev udgivet den 19. februar 2013 De arbejdede med producenterne Emanuel "Eman" Kiriakou og Evan "Kidd" Bogart for Europa-Parlamentet. [3] De lavede deres første selvskabte musikvideo til deres sang "Can't Get Enough of You" den 4. september 2010. [4]
Bandet selv har udgivet en EP med titlen Ready Set Rock den 9. marts 2010, bestående af sange skrevet primært af Riker, Rocky, Rydel, band træner E-Vega, og vocal coach / sangskriver blev Mauli B. EP produceret af E- Vega. [5] I disse tidlige år spillede de i hele det sydlige Californien på spillesteder, herunder the Orange County Fair, the San Diego County Fair, the San Diego IndieFest, the Knitting Factory, og Six Flags Magic Mountain 

## Medlemmer
- Ross Shor Lynch – født 29. december 1995 (29 år) - guitar, vokal, Bas, trommer, Piano
- Riker Anthony Lynch – født 8. november 1991 (33 år) - Bas, vokal, guitar, Piano
- Rydel Mary Lynch – født 9. august 1993 (31 år) - keyboard, vokal,
- Rocky Mark Lynch – født 1. november 1994 (30 år) - guitar, vokal, Piano, Bas
- Ellington Lee Ratliff – født 14. april 1993 (31 år) - trommer, vokal.

## Musik
Studio Album
- Louder (2013)
- Loud EP (2013)
- Ready Set Rock (2010)
- Heart Made Up On You EP (2014)
- Sometime Last Night (2015)
- New Addictions EP (2017)

Singler
- Heart made up on you (2014)
- (I Can't) Forget About You (2014)
- Pass Me By (2013)
- Loud (2013)
- Say You'll Stay (2011)
- Hurts Good (2017)
- If (2017)

## Awards og nomineringer
| År   | Award                     | Kategori                  | Nomineret    | Resultat  | Ref.   |
| ---- | ------------------------- | ------------------------- | ------------ | --------- | ------ |
| 2013 | Radio Disney Music Awards | Best Music Group          | sig selv     | Nomineret | [ 3 ]  |
| 2013 | Radio Disney Music Awards | Best Acoustic Performance | "Loud"       | Nomineret | [ 3 ]  |
| 2013 | Teen Icon Awards          | Iconic Band / Group       | sig selv     | Nomineret | [ 4 ]  |
| 2013 | Next Big Thing Awards     | Next Big Thing            | sig selv     | Vundet    | [ 5 ]  |
| 2014 | Radio Disney Music Awards | Best Music Group          | sig selv     | Nomineret | [ 6 ]  |
| 2014 | Radio Disney Music Awards | That's My Jam             | "Loud"       | Nomineret | [ 6 ]  |
| 2014 | Radio Disney Music Awards | Favorite Roadtrip Song    | "Pass Me By" | Nomineret | [ 6 ]  |
| 2014 | Radio Disney Music Awards | Show Stopper Award        | sig selv     | Vundet    | [ 6 ]  |
| 2014 | Radio Disney Music Awards | Best Band                 | sig selv     | Vundet    | [ 7 ]  |
| 2014 | Vevo LIFT Fan Vote Awards | Vevo LIFT Artist          | sig selv     | Nomineret | [ 8 ]  |
| 2014 | Young Hollywood Awards    | Social Media Superstar    | sig selv     | Nomineret | [ 9 ]  |
| 2014 | Teen Choice Awards        | Choice Music Group        | sig selv     |           | [ 10 ] |